# Lucius Opimius
Lucius Opimius byl římský politik, který v roce 121 př. n. l. zastával úřad konzula. V této funkci nařídil popravy 3 000 stoupenců lidového vůdce Gaia Graccha, přičemž jako odůvodnění použil senatusconsultum ultimum (výjimečný stav) vyhlášené bezprostředně před Gracchovou násilnou smrtí. V roce 116 př. n. l. byl odsouzen tribunálem vyšetřujícím přijetí nezákonných úplatků, které obdržel od numidského krále Jugurthy, v jehož prospěch se měl angažovat. Opimius byl totiž významným členem komise vyslané senátem, která měla pověření rozdělit území numidského království mezi Jugurthu a jeho nevlastního bratra Adherbala. Po odsouzení odešel z Říma do exilu ve městě Dyrrhachia, kde později zemřel.

## Život
Poprvé je zmíněn při potlačení povstání města Fregell v roce 125 př. n. l. Spolu s Quintem Fabiem Maximem Allobrogikem byli zvoleni za konzuly na rok 121 př. n. l. Zatímco Fabius vedl vojenskou kampaň v Galii, Opimius se zúčastnil snad nejrozhodnější události římské historie té doby.
Když byli Gaius Gracchus a Marcus Fulvius Flaccus při své opětovné kandidatuře poraženi Opimiem a Fabiem, zorganizoval Gracchus  masový protest na pahorku Aventinu. Senát znepokojen jejich akcí schválil návrh senatusconsulta ultima, který Opimius chápal jako příkaz potlačit činnost Gracchových stoupenců všemi nezbytnými prostředky – včetně síly. Shromáždil ozbrojené síly senátorů a jejich klientů a postavil se Gracchovi a jeho příznivcům, což rychle přerostlo v násilné srážky přímo uprostřed Říma. V této bitce padli Gracchus i Flaccus se svým synem a mnoho jejich stoupenců. Poté, co Opimius vyčistil ulice od svých odpůrců, ustanovil tribunál (quaestio), který odsoudil k smrti 3 000 osob obviněných jen z toho, že byli příznivci Graia Graccha.
Opimius byl za tyto násilné činy již v roce 120 př. n. l. obžalován, ale obhajován konzulem toho roku Gaiem Papirem Carbonem získal osvobozující rozsudek. Opimiovo vítězství zavedlo v římské ústavní praxi senatusconsulta ultima, které poskytlo neomezený nástroj, který různé římské frakce používaly v následujících letech proti sobě, když vnitřní politika římské republiky stále více sklouzávala do násilí a občanské války.
V roce 116 př. n. l. stál Opimius v čele senátní komise, která rozdělila Numidii mezi Jugurthu a jeho bratra Adherbala. Vzhledem k podezření, že rozhodnutí komise bylo ovlivněno úplatky od Jugurthy, byli její členové později vyšetřováni tribunálem, který jejich chování odsoudil. Ponížený Opimius odešel do vyhnanství do Dyrrhachia, kde později zemřel.